# 馮佩樂
馮佩樂（英語：Joyce Fung Pui Lok，1969年3月7日—），曾經任職香港有線電視有線新聞及香港無綫電視新聞及資訊部。
馮佩樂就讀於趙聿修紀念中學，其後在香港大學地理系畢業，繼而修畢香港中文大學新聞系碩士學位。
馮佩樂畢業後便加入東方日報任職記者達三年，之後才轉到有線電視新聞部任職。馮佩樂在無綫電視新聞及資訊部任職期間，從普通記者晉升到高級記者，然而，並於之後2002年有線電視新聞部離開後轉投無綫電視新聞部晉升為首席記者，翌年馮佩樂被晉升為主播加首席記者，擔任《午間新聞》的主播工作。至於2007年4月，升任為無綫電視新聞及資訊部助理採訪記者兼主任（其空缺由黃章翹接任），一直到2008年6月夏季為止。馮佩樂向無綫新聞辭職後，曾重投東方報業集團旗下，3年後轉職澳門銀河酒店任公關人員。
馮佩樂任職無綫新聞期間，曾擔任多項重要採訪，如2004年南亞海嘯時，便代表無綫電視最先抵達泰國採訪；多次派駐北京為駐北京記者。此外，她主要負責報道中國政治和國家領導人外訪新聞，曾多次跟隨中國國家主席胡錦濤、中國國務院總理溫家寶、中國國家副主席曾慶紅等國家領導人，到世界多個國家外訪。

## 採訪手法
於2005年香港世貿會議期間，馮佩樂在採訪世貿示威者時，一直沒有戴頭盔的她在電視直播前一刻才戴上防暴頭盔，意圖令觀眾產生錯覺，以為直播現場很危險，而被在場示威者以「抹黑！可恥！」喝倒彩。整個過程於2005年12月16日的香港電台電視節目《傳媒春秋》播出。

## 外部連結
- 香港電台電視節目《傳媒春秋》 （页面存档备份，存于）